# Jocelin Donahue
Jocelin Donahue est une actrice et mannequin américaine, née le 8 novembre 1981 à Bristol (Connecticut). 
Elle est surtout connue pour le rôle de Samantha Hughes dans le film d'horreur de Ti West The House of the Devil.

## Biographie
Elle est diplômée en sociologie de l'université de New York.
Elle a été mannequin pour Zune, Levi's, Apple, Subway, Old Navy ou encore AXE (aux côtés de Ben Affleck et Nick Lachey).

## Filmographie

### Cinéma
- 2008 : Les Créatures de l'Ouest (The Burrowers) de J.T. Petty : Maryanne Stewart
- 2009 : Ce que pensent les hommes (He's Just Not That Into You) de Ken Kwapis : la fille mignonne
- 2009 : The House of the Devil de Ti West : Samantha Hughes
- 2010 : Wes and Ella de Christopher Cutri : Ella
- 2010 : The Last Godfather de Hyung-rae Shim : Nancy Bonfante
- 2012 : The End of Love de Mark Webber : Jocelin
- 2012 : Free Samples de Jay Gammill : Paula
- 2013 : Insidious : Chapitre 2 (Insidious Chapter 2) de James Wan : Lorraine Lambert jeune
- 2013 : Live at the Foxes Den de Michael Kristoff : Kat
- 2014 : Intimate Semaphores de T.J. Misny : May (segment Cake)
- 2014 : The Living de Jack Bryan : Molly
- 2015 : Knight of Cups de Terrence Malick : Darby
- 2015 : The Frontier (en) de Oren Shai : Laine
- 2015 : Fast and Furious 7 (Furious 7) de James Wan : la conseillère
- 2015 : Midnight Sex Run de Ted Beck et Jordan Kessler : Jennifer Peters
- 2015 : Summer Camp de Alberto Marini
- 2016 : Boomtown de Sabyn Mayfield : Emma Turner (préproduction)
- 2016 : Dead Awake (en) de Philippe Guzman : Kate / Jesse Bowman
- 2017 : 20 Weeks (en) de Leena Pendharkar : Eileen
- 2020 : Doctor Sleep de Mike Flanagan : Lucy
- 2023 : Last Stop : Yuma County (The Last Stop in Yuma County) de Francis Galluppi : Charlotte

### Télévision
- 2007 : Not Another High School Show de Mike Bender (téléfilm) : Melissa
- 2007 : Dirty Sexy Money (série TV) : L'hôtesse (saison 1, épisode 8)
- 2010 : Les Experts (série TV) : Jillian Rose (saison 10, épisode 11)
- 2016 : StartUp (série TV) : Maddie Pierce (saison 1)

### Court métrage
- 2006 : Heartbreaker de Christian Carroll : Jessie
- 2007 : Boundaries de Robert Saitzyk : Vanessa
- 2007 : The Masquerade de Natalia Garcia
- 2007 : Roman Candles de Christian Carroll : Wendy
- 2008 : Express 831 de Ken Ochiai
- 2011 : Butterfinger the 13th de Wrye Martin et Jim Nelson : Betty
- 2013 : Distant Places de Anthony J. Nahar : Mia
- 2014 : The Crumb of It de T.J. Misny : May

### Jeux-video
- 2022 : Immortality : Amy Archer

## Récompense
- 2009 : Screamfest (en) : Meilleure actrice pour The House of the Devil